# 茹帕諾夫斯基火山

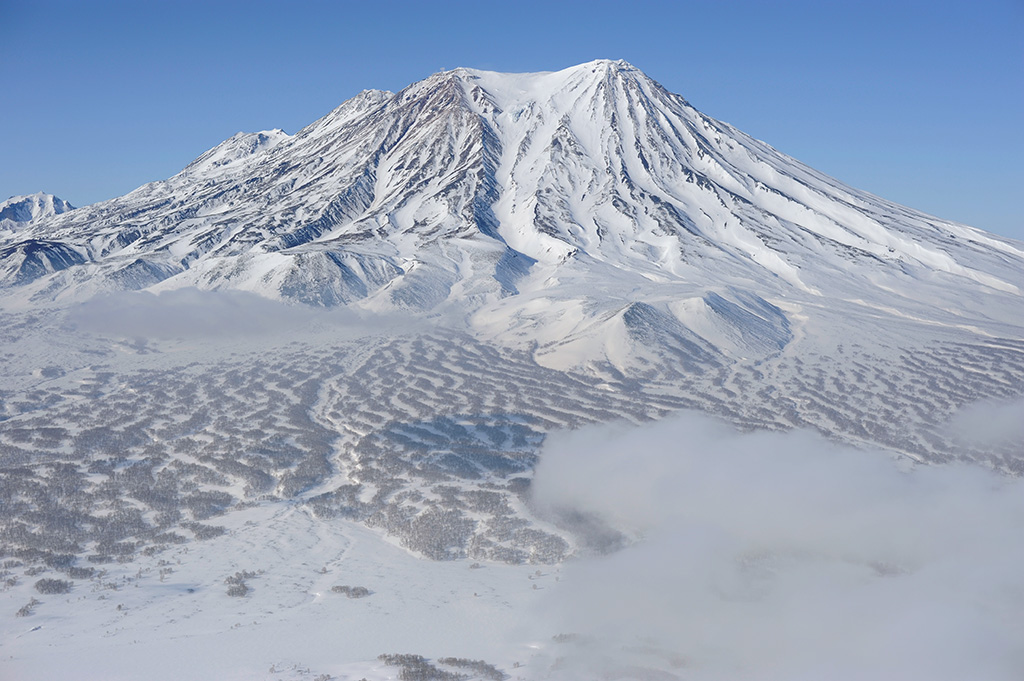

茹帕諾夫斯基火山是俄羅斯的火山，位於堪察加半島東南部，海拔高度2,923米，山體在50,000年前形成，最近一次火山噴發在公元1959年發生。